# Brevipalpus salix
Brevipalpus salix är en spindeldjursart som beskrevs av Baker och James P. Tuttle 1987. Brevipalpus salix ingår i släktet Brevipalpus och familjen Tenuipalpidae. Inga underarter finns listade.